# 파페 셰이크 디오프
파페 셰이크 디오프 게예(Pape Cheikh Diop Gueye, 1997년 8월 8일 ~ )는 세네갈의 축구 선수로, 현재 스페인 라리가의 엘체 CF에서 활약하고 있다. 포지션은 미드필더이다.